# 文化デザイナー学院
専門学校文化デザイナー学院（せんもんがっこうぶんかデザイナーがくいん）は、茨城県にあるデザイン分野の人材を育成する専修学校。地元企業から「地域産業認定校」の指定を受けている。

## 所在地
- 茨城県水戸市

## 設置学科
- インテリアデザイン学科
- ファッションコーディネート学科
- 広告プロモーションデザイン学科